# Lista episoadelor din Mercenarii universului
Mercenarii universului (Firefly) este un serial american western științifico-fantastic creat de regizorul și scenaristul Joss Whedon, produs de Mutant Enemy Productions. Premiera a fost pe 20 septembrie 2002 pe canalul Fox. 
În film apar Nathan Fillion, Gina Torres, Alan Tudyk, Morena Baccarin, Adam Baldwin, Jewel Staite, Sean Maher, Summer Glau și Ron Glass.
Firefly a avut premiera în 2002 în rețeaua Fox, deși episoadele au fost transmise în altă ordine decât cea planificată. 3 din cele 14 episoade nu au mai fost transmise inițial pe Fox, dar au fost transmise de canalul Sci Fi din Marea Britanie. Un film sequel, Serenity, a fost lansat în 2005.
Întregul serial precum și filmul sunt disponibile pe DVD, toate regiunile dar și pe discuri Blu-ray.

## Episoade
14 episoade ale serialului sunt prezentate mai jos în ordinea inițial planificată, nu în cea a transmiterii lor la TV.  
| # | Titlu               | Regia              | Scenariu                 | Premiera           | Cod produs |
| --- | ------------------- | ------------------ | ------------------------ | ------------------ | ---------- |
| 1 | „Serenity”          | Joss Whedon        | Joss Whedon              | 20 decembrie 2002  | 1AGE79     |
| Malcolm Reynolds este un veteran și căpitanul navei Serenity. El și echipajul său fac contrabandă cu bunuri, dar trebuie să ia niște pasageri pentru bani în plus. Cu toate acestea, nu toți pasagerii sunt ceea ce par. |                     |                    |                          |                    |            |
| 2 | „The Train Job”     | Joss Whedon        | Joss Whedon & Tim Minear | 20 septembrie 2002 | 1AGE01     |
| Echipajul lui „Serenity” organizează jaful unui tren la comanda unui șef al mafiei. Ei fură marfa, doar pentru a descoperi că este un medicament de care orașul are nevoie disperată.                                    |                     |                    |                          |                    |            |
| 3 | „Bushwhacked”       | Tim Minear         | Tim Minear               | 27 septembrie 2002 | 1AGE02     |
| 4 | „Shindig”           | Vern Gillum        | Jane Espenson            | 1 noiembrie 2002   | 1AGE03     |
| 5 | „Safe”              | Michael Grossman   | Drew Z. Greenberg        | 8 noiembrie 2002   | 1AGE04     |
| 6 | „Our Mrs. Reynolds” | Vondie Curtis-Hall | Joss Whedon              | 4 octombrie 2002   | 1AGE05     |
| 7 | „Jaynestown”        | Marita Grabiak     | Ben Edlund               | 18 octombrie 2002  | 1AGE06     |
| 8 | „Out of Gas”        | David Solomon      | Tim Minear               | 25 octombrie 2002  | 1AGE07     |
| 9 | „Ariel”             | Allan Kroeker      | Jose Molina              | 15 noiembrie 2002  | 1AGE08     |
| 10 | „War Stories”       | Jim Contner        | Cheryl Cain              | 6 decembrie 2002   | 1AGE09     |
| 11 | „Trash”             | Vern Gillum        | Ben Edlund & Jose Molina | 28 iunie 2003      | 1AGE12     |
| 12 | „The Message”       | Tim Minear         | Joss Whedon & Tim Minear | 15 iulie 2003      | 1AGE13     |
| 13 | „Heart of Gold”     | Thomas J. Wright   | Brett Matthews           | 19 august 2003     | 1AGE10     |
| 14 | „Objects in Space”  | Joss Whedon        | Joss Whedon              | 13 decembrie 2002  | 1AGE11     |